# Banatski Dvor

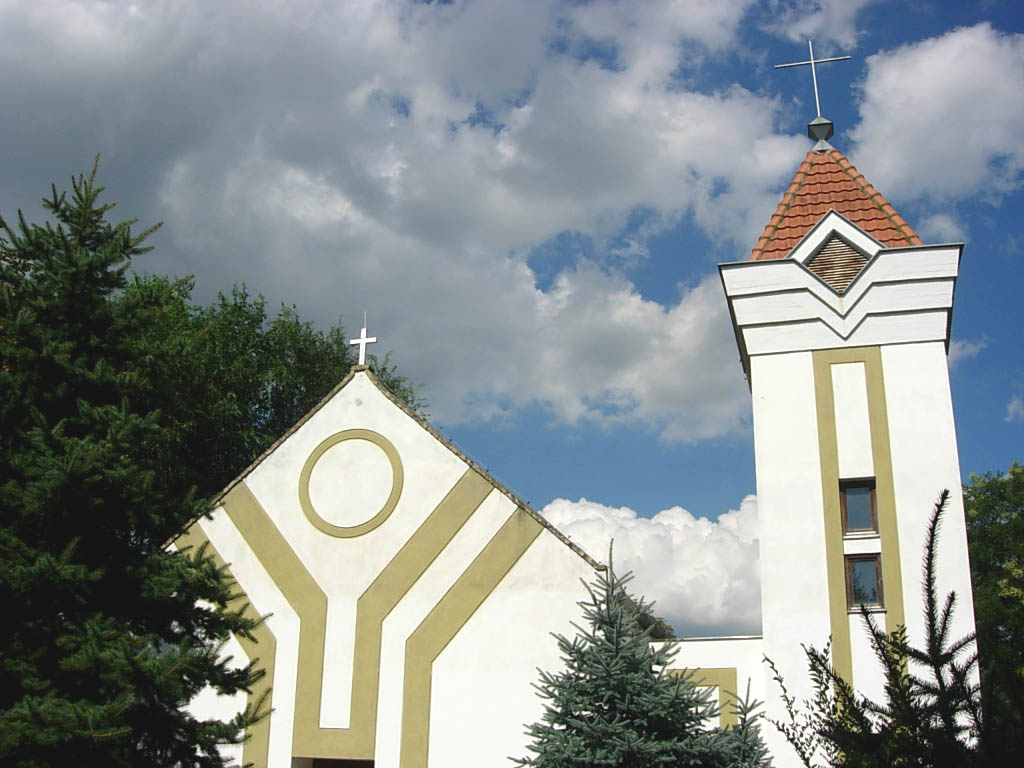
L'église catholique Sainte-Rosalie-Vierge

Banatski Dvor (en serbe cyrillique Банатски Двор ; en hongrois : Szőlősudvarnok ; en allemand : Rogensdorf) est une localité de Serbie située dans la province autonome de Voïvodine. Elle fait partie de la municipalité de Žitište dans le district du Banat central. Au recensement de 2011, elle comptait 1 097 habitants.
Banatski Dvor est officiellement classé parmi les villages de Serbie.

## Démographie

### Évolution historique de la population
| 1948  | 1953  | 1961  | 1971  | 1981  | 1991  | 2002  | 2011  |
| ----- | ----- | ----- | ----- | ----- | ----- | ----- | ----- |
| 2 177 | 2 099 | 1 832 | 1 629 | 1 374 | 1 300 | 1 263 | 1 097 |

|  |

## Économie
Dans le cadre du projet South Stream, près de 30 milliards de m3 de gaz russe et d'Asie centrale seront acheminés chaque année en Europe. À Banatski Dvor doit être construit un réservoir de gaz souterrain, capable de contenir environ 300 millions de m3, de quoi fournir tous les pays d'Europe de l'Ouest pendant une certaine période en cas de coupure du réseau.
Le projet de South Stream a été abandonné et remplacé par le projet Tesla Pipeline qui relira la Turquie à l'Autriche, le réservoir aura dans le cadre de ce projet un volume de 750 millions de m3. En 2020, le stockage passera à 2,5 milliards de m3.